# Associated Press College Basketball Player of the Year
El Associated Press College Basketball Player of the Year es un premio anual que concede Associated Press al mejor jugador universitario. El galardón fue establecido en 1961.

## Ganadores
| †           | Co-Jugadores del Año                                                                         |
| Jugador (X) | Denota el número de veces que el jugador ha recibido el AP Player of the Year en ese momento |

| Temporada | Jugador            | Universidad    | Posición          | Curso     |
| --------- | ------------------ | -------------- | ----------------- | --------- |
| 1960–61   | Jerry Lucas        | Ohio State     | Alero / Pívot     | Junior    |
| 1961–62   | Jerry Lucas (2)    | Ohio State     | Alero / Pívot     | Senior    |
| 1962–63   | Art Heyman         | Duke           | Base / Alero      | Senior    |
| 1963–64   | Gary Bradds        | Ohio State     | Alero             | Senior    |
| 1964–65   | Bill Bradley       | Princeton      | Alero             | Senior    |
| 1965–66   | Cazzie Russell     | Michigan       | Escolta           | Senior    |
| 1966–67   | Lew Alcindor       | UCLA           | Pívot             | Sophomore |
| 1967–68   | Elvin Hayes        | Houston        | Ala-Pívot         | Senior    |
| 1968–69   | Lew Alcindor (2)   | UCLA           | Pívot             | Senior    |
| 1969–70   | Pete Maravich      | LSU            | Base              | Senior    |
| 1970–71   | Austin Carr        | Notre Dame     | Base              | Senior    |
| 1971–72   | Bill Walton        | UCLA           | Pívot             | Sophomore |
| 1972–73   | Bill Walton (2)    | UCLA           | Pívot             | Junior    |
| 1973–74   | David Thompson     | NC State       | Escolta           | Junior    |
| 1974–75   | David Thompson (2) | NC State       | Escolta           | Senior    |
| 1975–76   | Scott May          | Indiana        | Alero             | Senior    |
| 1976–77   | Marques Johnson    | UCLA           | Escolta           | Senior    |
| 1977–78   | Butch Lee          | Marquette      | Base              | Senior    |
| 1978–79   | Larry Bird         | Indiana State  | Alero             | Senior    |
| 1979–80   | Mark Aguirre       | DePaul         | Alero             | Sophomore |
| 1980–81   | Ralph Sampson      | Virginia       | Pívot             | Sophomore |
| 1981–82   | Ralph Sampson (2)  | Virginia       | Pívot             | Junior    |
| 1982–83   | Ralph Sampson (3)  | Virginia       | Pívot             | Senior    |
| 1983–84   | Michael Jordan     | North Carolina | Escolta           | Junior    |
| 1984–85   | Patrick Ewing      | Georgetown     | Pívot             | Senior    |
| 1985–86   | Walter Berry       | St. John's     | Ala-Pívot         | Senior    |
| 1986–87   | David Robinson     | Navy           | Pívot             | Senior    |
| 1987–88   | Hersey Hawkins     | Bradley        | Escolta           | Senior    |
| 1988–89   | Sean Elliott       | Arizona        | Alero             | Senior    |
| 1989–90   | Lionel Simmons     | La Salle       | Alero             | Senior    |
| 1990–91   | Shaquille O'Neal   | LSU            | Pívot             | Sophomore |
| 1991–92   | Christian Laettner | Duke           | Alero             | Senior    |
| 1992–93   | Calbert Cheaney    | Indiana        | Alero             | Senior    |
| 1993–94   | Glenn Robinson     | Purdue         | Alero / Ala-Pívot | Sophomore |
| 1994–95   | Joe Smith          | Maryland       | Pívot             | Sophomore |
| 1995–96   | Marcus Camby       | UMass          | Pívot             | Junior    |
| 1996–97   | Tim Duncan         | Wake Forest    | Pívot             | Senior    |
| 1997–98   | Antawn Jamison     | North Carolina | Alero             | Junior    |
| 1998–99   | Elton Brand        | Duke           | Pívot             | Sophomore |
| 1999–00   | Kenyon Martin      | Cincinnati     | Ala-Pívot         | Senior    |
| 2000–01   | Shane Battier      | Duke           | Alero             | Senior    |
| 2001–02   | Jay Williams       | Duke           | Base              | Junior    |
| 2002–03   | David West         | Xavier         | Ala-Pívot         | Senior    |
| 2003–04   | Jameer Nelson      | Saint Joseph's | Base              | Senior    |
| 2004–05   | Andrew Bogut       | Utah           | Pívot             | Sophomore |
| 2005–06   | J. J. Redick       | Duke           | Escolta           | Senior    |
| 2006–07   | Kevin Durant       | Texas          | Alero             | Freshman  |
| 2007–08   | Tyler Hansbrough   | North Carolina | Ala-Pívot         | Junior    |
| 2008–09   | Blake Griffin      | Oklahoma       | Ala-Pívot         | Sophomore |
| 2009–10   | Evan Turner        | Ohio State     | Escolta           | Junior    |
| 2010–11   | Jimmer Fredette    | BYU            | Escolta           | Senior    |
| 2011–12   | Anthony Davis      | Kentucky       | Pívot             | Freshman  |
| 2012–13   | Trey Burke         | Michigan       | Base              | Sophomore |
| 2013–14   | Doug McDermott     | Creighton      | Alero             | Senior    |
| 2014–15   | Frank Kaminsky     | Wisconsin      | Ala-Pívot         | Senior    |
| 2015–16   | Denzel Valentine   | Michigan State | Escolta           | Senior    |
| 2016–17   | Frank Mason III    | Kansas         | Base              | Senior    |
| 2017–18   | Jalen Brunson      | Villanova      | Base              | Junior    |
| 2018–19   | Zion Williamson    | Duke           | Alero / Ala-Pívot | Freshman  |
| 2019–20   | Obi Toppin         | Dayton         | Ala-Pívot         | Sophomore |
| 2020–21   | Luka Garza         | Iowa           | Pívot             | Senior    |
| 2021–22   | Oscar Tshiebwe     | Kentucky       | Pívot             | Junior    |
| 2022–23   | Zach Edey          | Purdue         | Pívot             | Junior    |
| 2023–24   | Zach Edey (2)      | Purdue         | Pívot             | Senior    |
| 2024–25   | Cooper Flagg       | Duke           | Escolta / Alero   | Freshman  |